# Matvey Mamykin
Matvey Mamykin, nascido a 31 de outubro de 1994 em Moscovo, é um ciclista russo. Para a temporada de 2018 assinou um contrato com a equipa Burgos-BH que rescindiu ao finalizar julho de 2018.

## Palmarés
2015
- 1 etapa do Giro do Vale de Aosta
- 1 etapa do Tour de l'Avenir

## Resultados nas Grandes Voltas
| Carreira           | 2014 | 2015 | 2016 | 2017 | 2018 | 2019 |
| ------------------ | ---- | ---- | ---- | ---- | ---- | ---- |
| Giro d'Italia      | -    | -    | -    | 87º  | -    | -    |
| Tour de France     | -    | -    | -    | -    | -    | -    |
| Volta a Espanha    | -    | -    | 24º  | Ab.  | -    | -    |
| Mundial em Estrada | -    | -    | -    | -    | -    | -    |

-: não participa

Ab.: abandono